# Lijst van burgemeesters van Weesperkarspel
Dit is een lijst van burgemeesters van de voormalige Nederlandse gemeente Weesperkarspel. In 1848 ging de gemeente Bijlmermeer op in Weesperkarspel en in 1966 werd Weesperkarspel opgeheven waarbij de grootste delen naar Amsterdam en Weesp gingen.
| Ambtsperiode | Naam burgemeester         | Partij of stroming | Bijzonderheden                                                        |
| ------------ | ------------------------- | ------------------ | --------------------------------------------------------------------- |
| 1795 - 1831  | Hendrik Eerens            |                    | overleden 10-11-1831 (in functie)                                     |
| 1831 - 1831  | H. Schilge                |                    | "fungerend" burgemeester na overlijden H. Eerens                      |
| 1832 - 1852  | H.W.C. Rittershausen      |                    | aanstelling per 22-12-1831                                            |
| 1852 - 1858  | Mr. Jan Schimmel          |                    | tevens burgemeester van Muiden; vanaf 1872 mr. J. van Brakel Schimmel |
| 1858 - 1862  | C. Lamaison               |                    | tevens burgemeester van Muiden                                        |
| 1862 - 1866  | Louis Diederik Taunay     |                    |                                                                       |
| 1866 - 1895  | Willem Bruijn Janszoon    |                    | tevens burgemeester van Weesp (1860-1891)                             |
| 1895 - 1931  | J. Chr. F. Bletz          |                    |                                                                       |
| 1931 - 1947  | W.J.A.C. Bins             |                    | [ 1 ]                                                                 |
| 1947 - 1956  | A.W. Mul                  |                    | vanaf 1952 waarnemend                                                 |
| 1956 - 1966  | Dirk (D.D.W.J.) Kastelein | CHU                | later burgemeester van Zierikzee en Loosdrecht                        |